# 솔터리

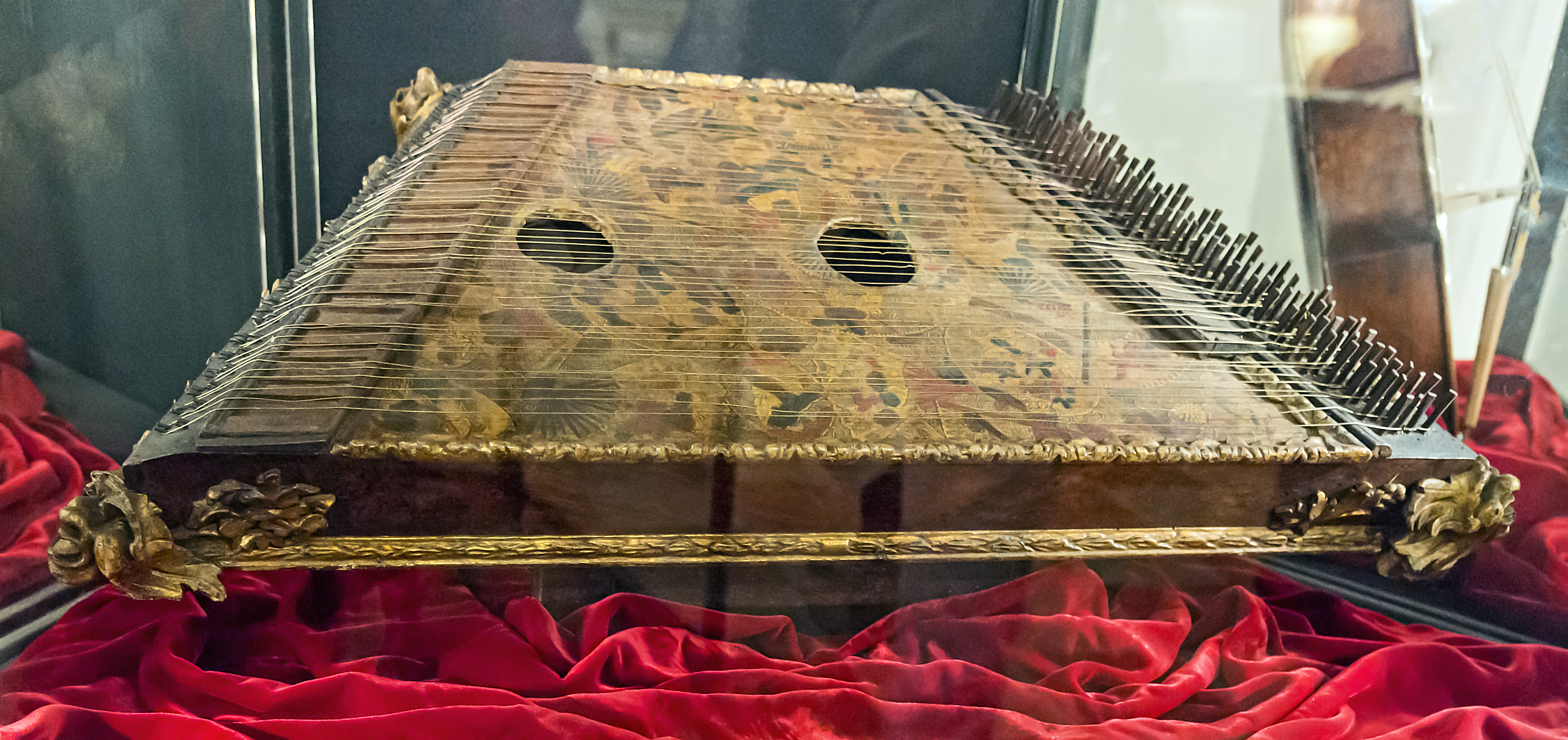

솔터리(Psaltery) 또는 솔트리(psaltry)는 치터와 비슷한 현악기로, 이등변삼각형의 울림통 위에 현이 고정되어 있다. 바이올린이나 기타 같은 다른 현악기들이 울림통과 손가락판이 구분되어 있는 반면에 솔터리는 손가락판이 따로 없다. 역사가 오래된 악기로 구약성서에도 여러 차례 언급되고 있다. 고대와 중세에는 널리 쓰였지만 근대로 들어와서 쓰이지 않다가 최근에 와서 다시 쓰이게 되었다. 손으로 뜯는 솔터리와 활로 켜는 솔터리 두 가지가 있었는데, 최근에는 활로 켜는 것(보드 솔터리, bowed psaltery)만 쓰인다.

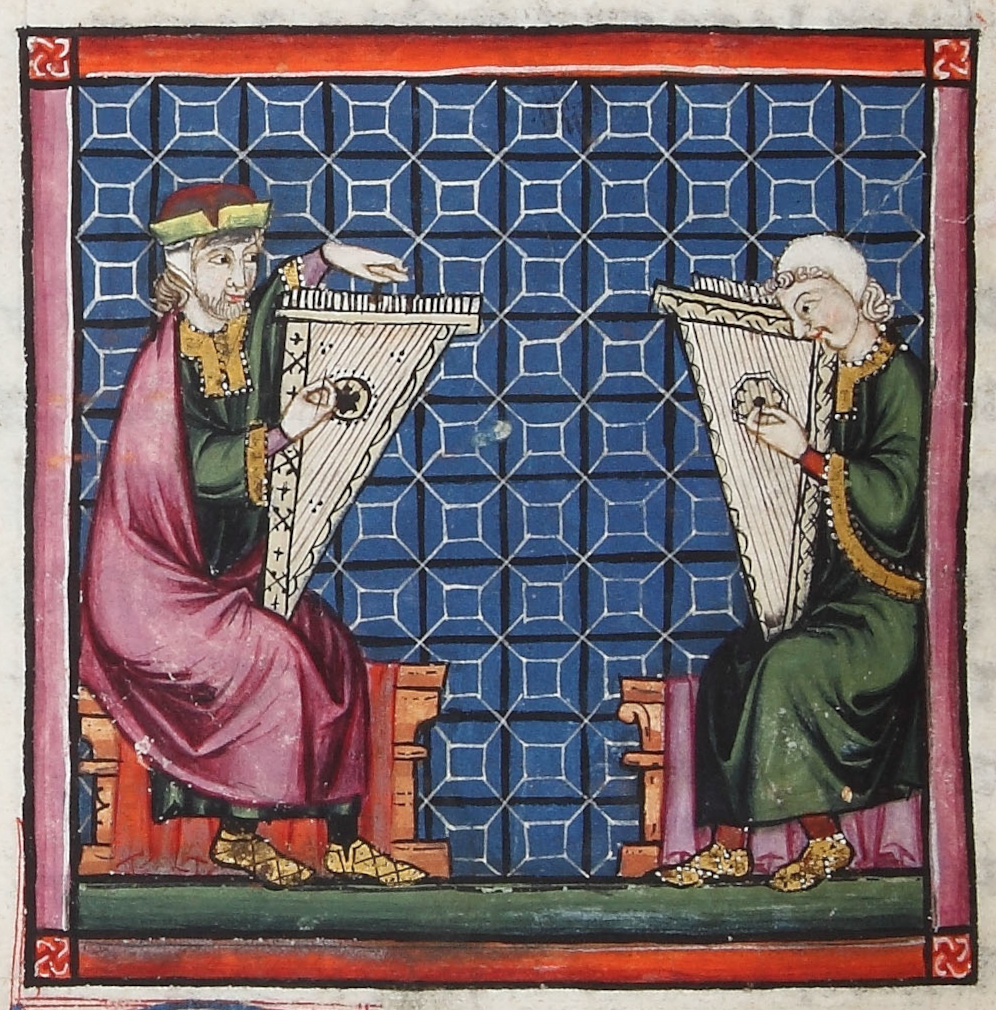
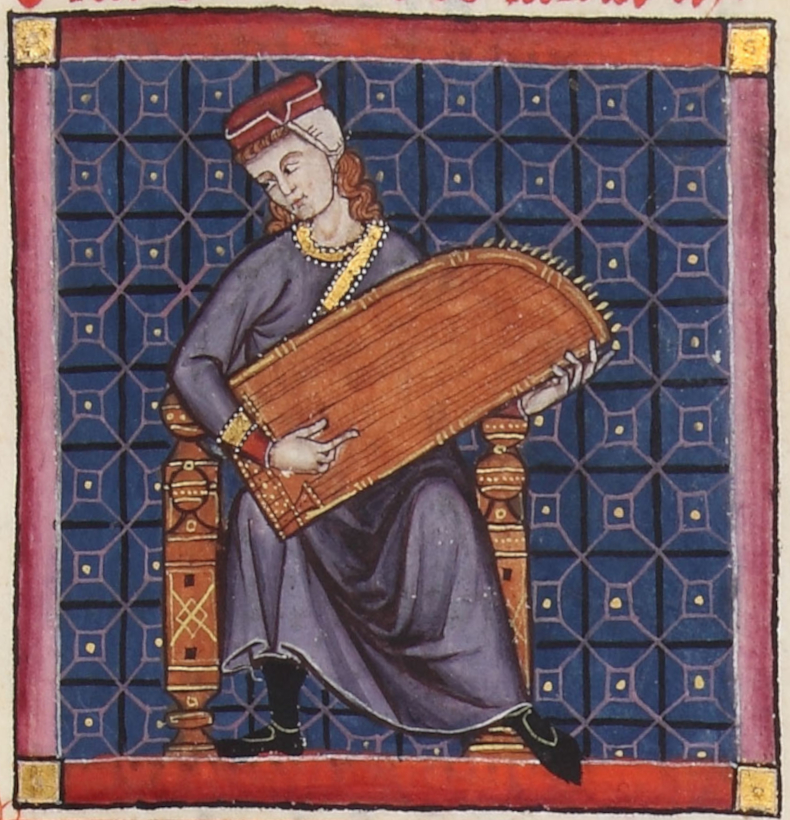
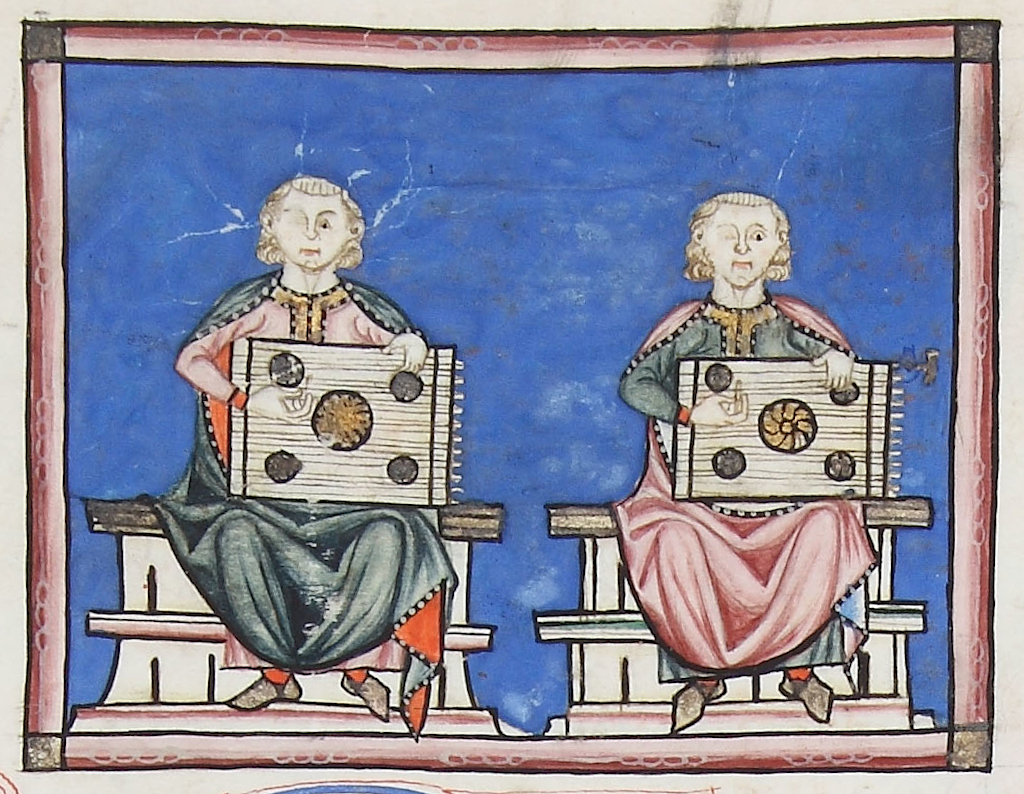
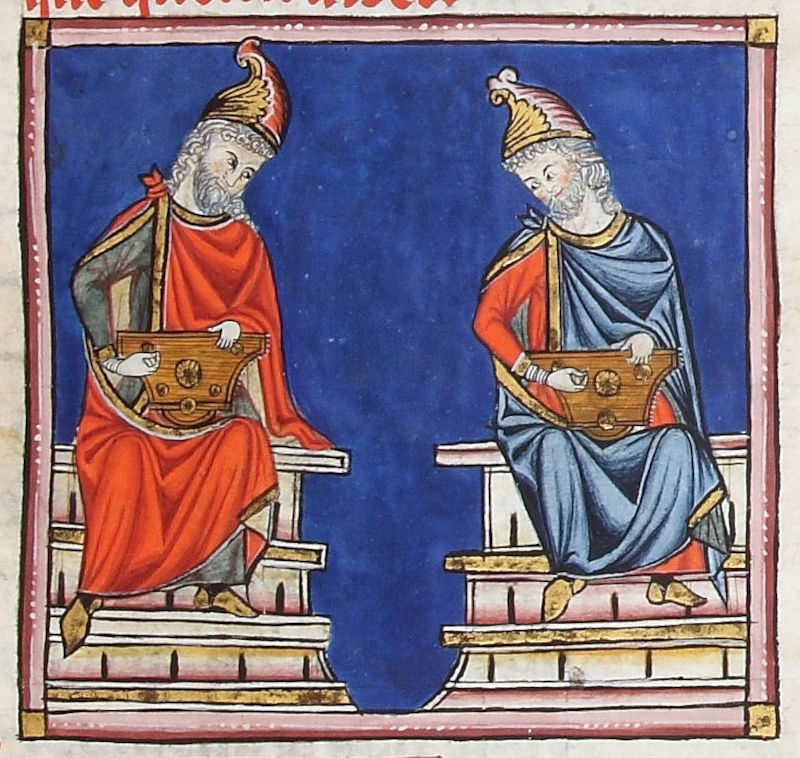
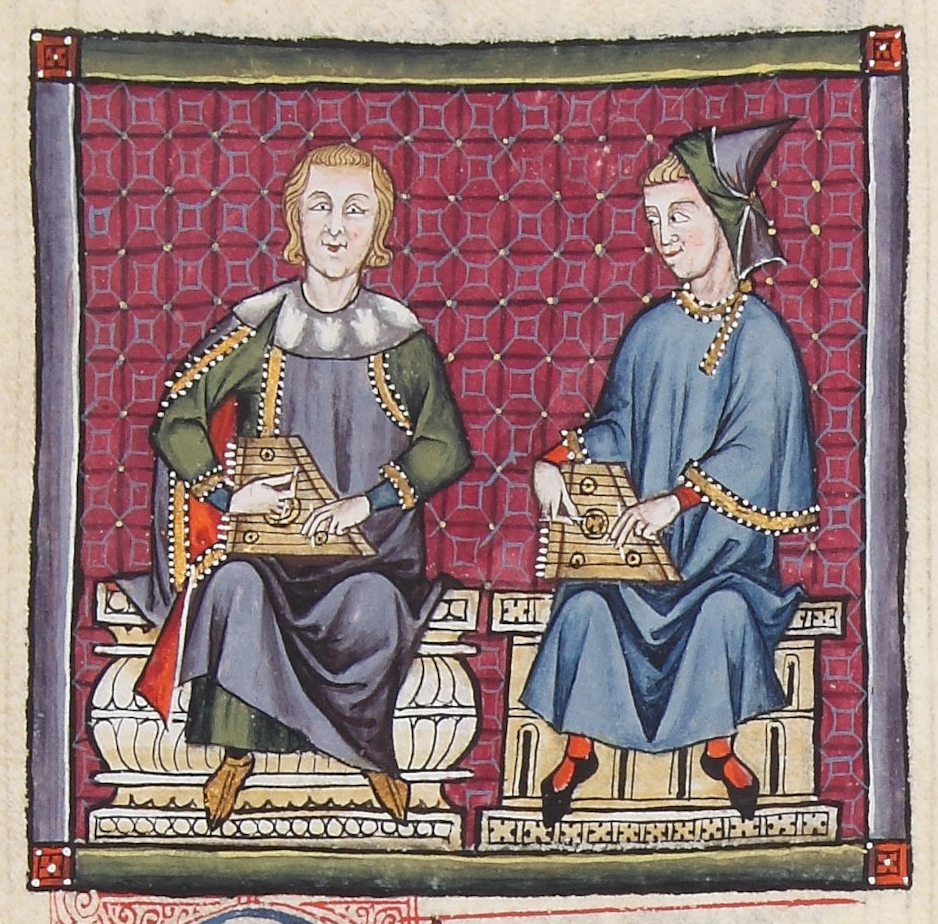

## 같이 보기
- 카눈 (악기)